# 严建文
严建文（1967年—），男，回族，安徽郎溪人，中华人民共和国政治人物。现任合肥合锻智能制造股份有限公司董事长。第十四届全国政协委员。